# Koning Zwelithinistadion
Het Koning Zwelithinistadion is een multifunctioneel stadion in Durban, een stad in Zuid-Afrika. 
Het stadion wordt vooral gebruikt voor voetbalwedstrijden, de voetbalclub Golden Arrows maakt gebruik van dit stadion. In het stadion was aanvankelijk 5.000, maar dit aantal werd in 2010 uitgebreid naar 14.500 toeschouwers om te kunnen worden gebruikt voor het Wereldkampioenschap voetbal 2010, maar werd uiteindelijk afgewezen. Het stadion wordt in 2019 gebruikt voor de COSAFA Cup 2019.
Het stadion is vernoemd naar Goodwill Zwelithini kaBhekuzulu, koning van de Zoeloes.